# Михайлов Віталій Володимирович
Віта́лій Володи́мирович Миха́йлов (8 травня 1976 — 30 січня 2015) — сержант Збройних сил України, учасник російсько-української війни.

## Життєпис
Мобілізований в серпні 2014-го. Старший стрілець, 15-й гірськопіхотний батальйон.
30 січня 2015-го загинув при артилерійському обстрілі терористами взводного опорного пункту поблизу Дебальцевого.
Вдома залишилися дружина та син. Похований на Берковецькому цвинтарі.

## Нагороди та вшанування
- Указом Президента України № 108/2015 від 26 лютого 2015 року, «за особисту мужність і героїзм, виявлені у захисті державного суверенітету та територіальної цілісності України, вірність військовій присязі», нагороджений орденом «За мужність» III ступеня (посмертно)[1].
- Вшановується в меморіальному комплексі «Зала пам'яті», в щоденному ранковому церемоніалі 30 січня[2][3].